# Stignano
Pour les articles homonymes, voir Stignano (homonymie).
Stignano est une commune italienne de la province de Reggio de Calabre, dans la région Calabre.

## Histoire
- Le château de San Fili (XVIIIe siècle).

## Administration
| Période                                  | Période | Identité | Étiquette | Qualité |
| ---------------------------------------- | ------- | -------- | --------- | ------- |
|                                          |         |          |           |         |
| Les données manquantes sont à compléter. |         |          |           |         |

## Galerie de photos

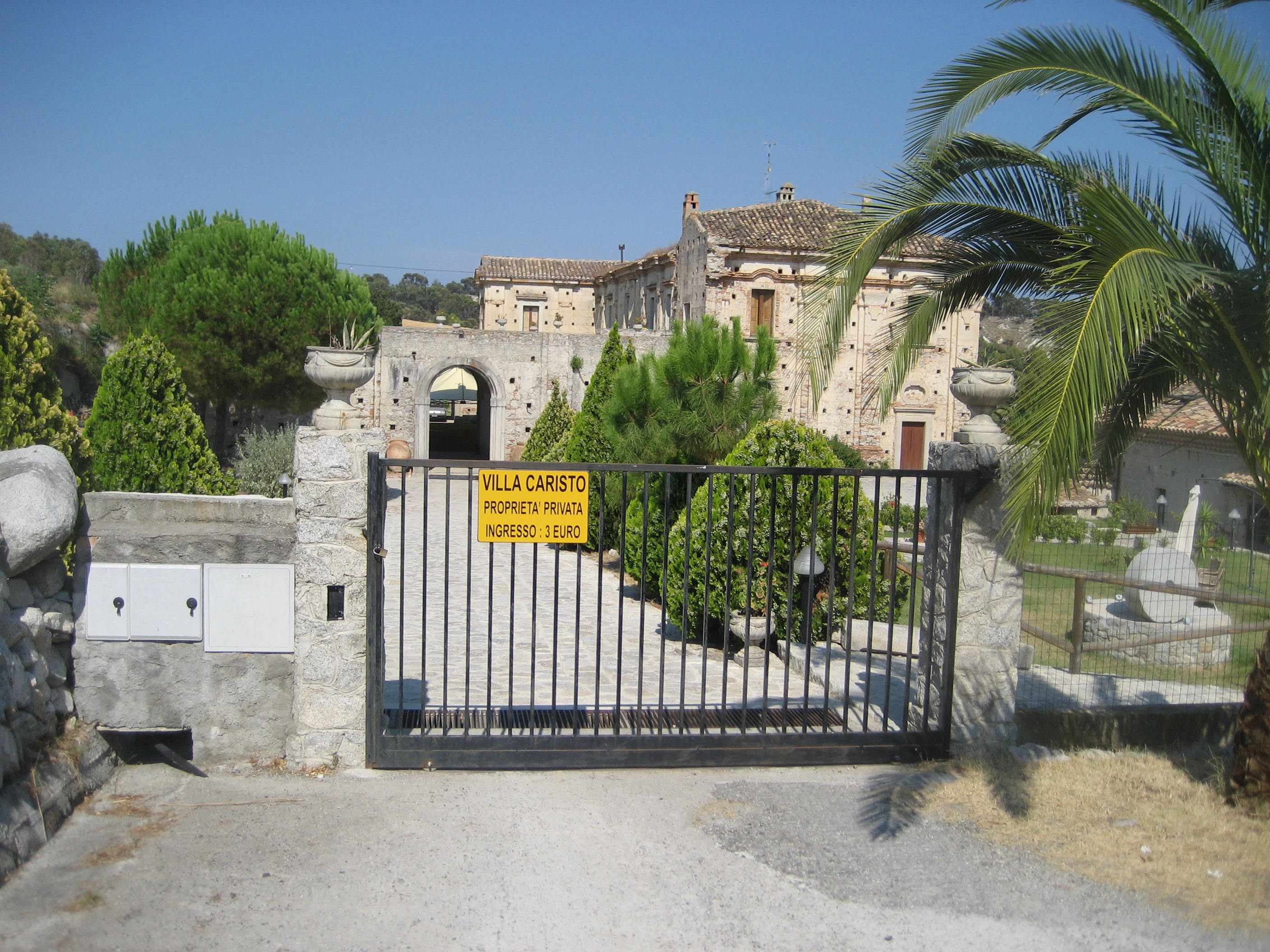
Villa Caristo (Contrada Scinà).
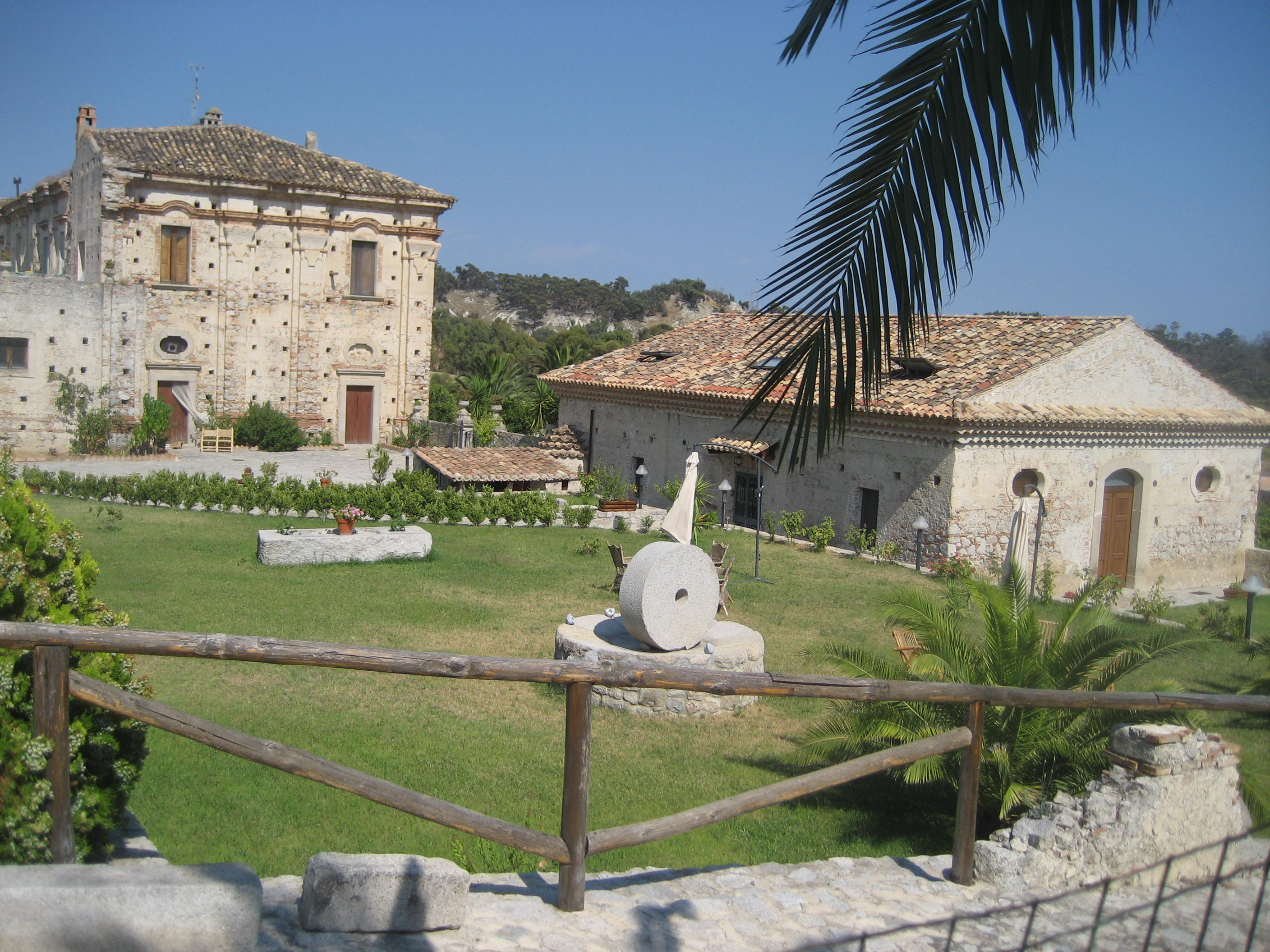
Villa Caristo.
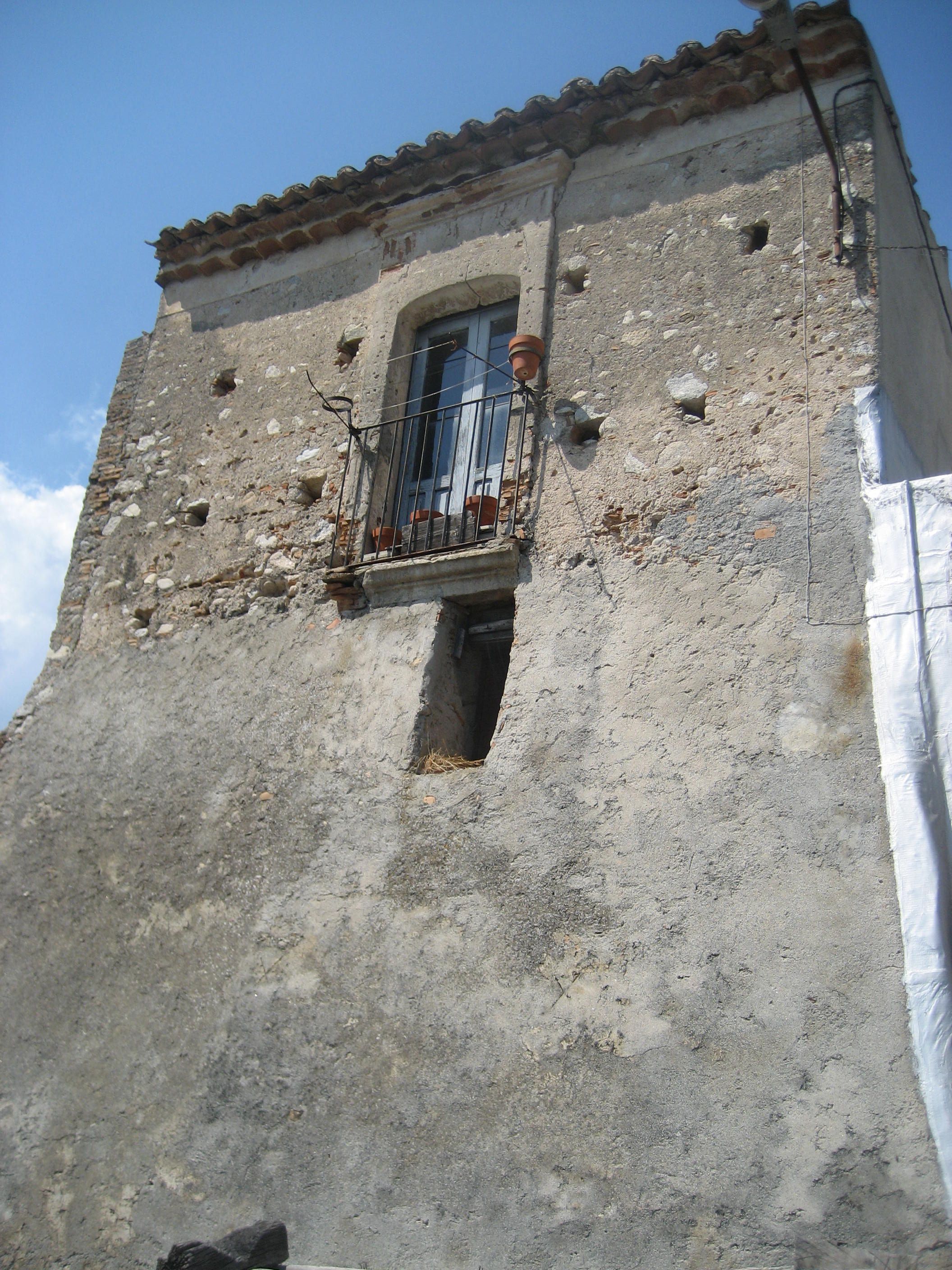
Antica casa di Tommaso Campanella (da restaurare).
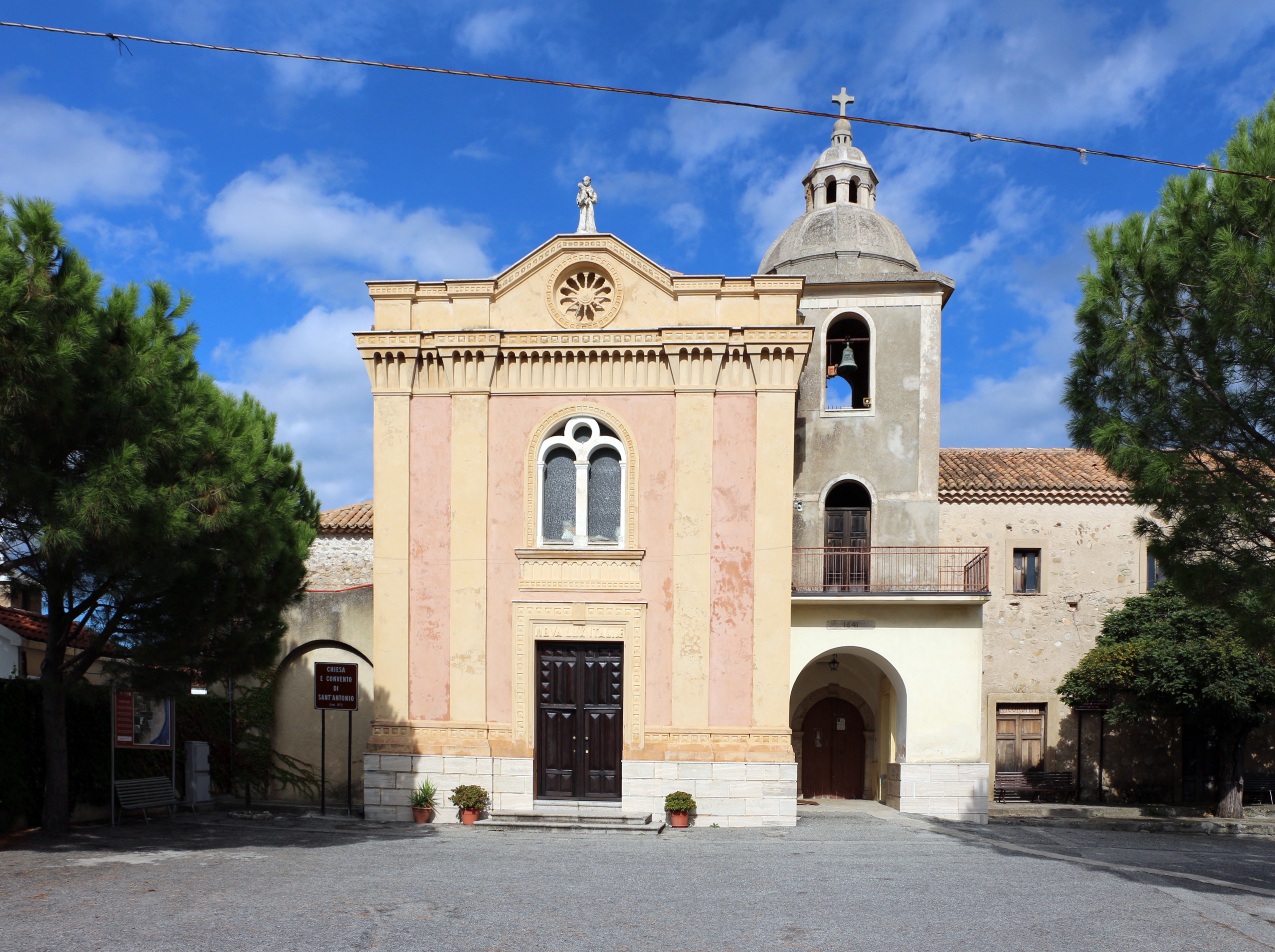
Convento di San Antonio.
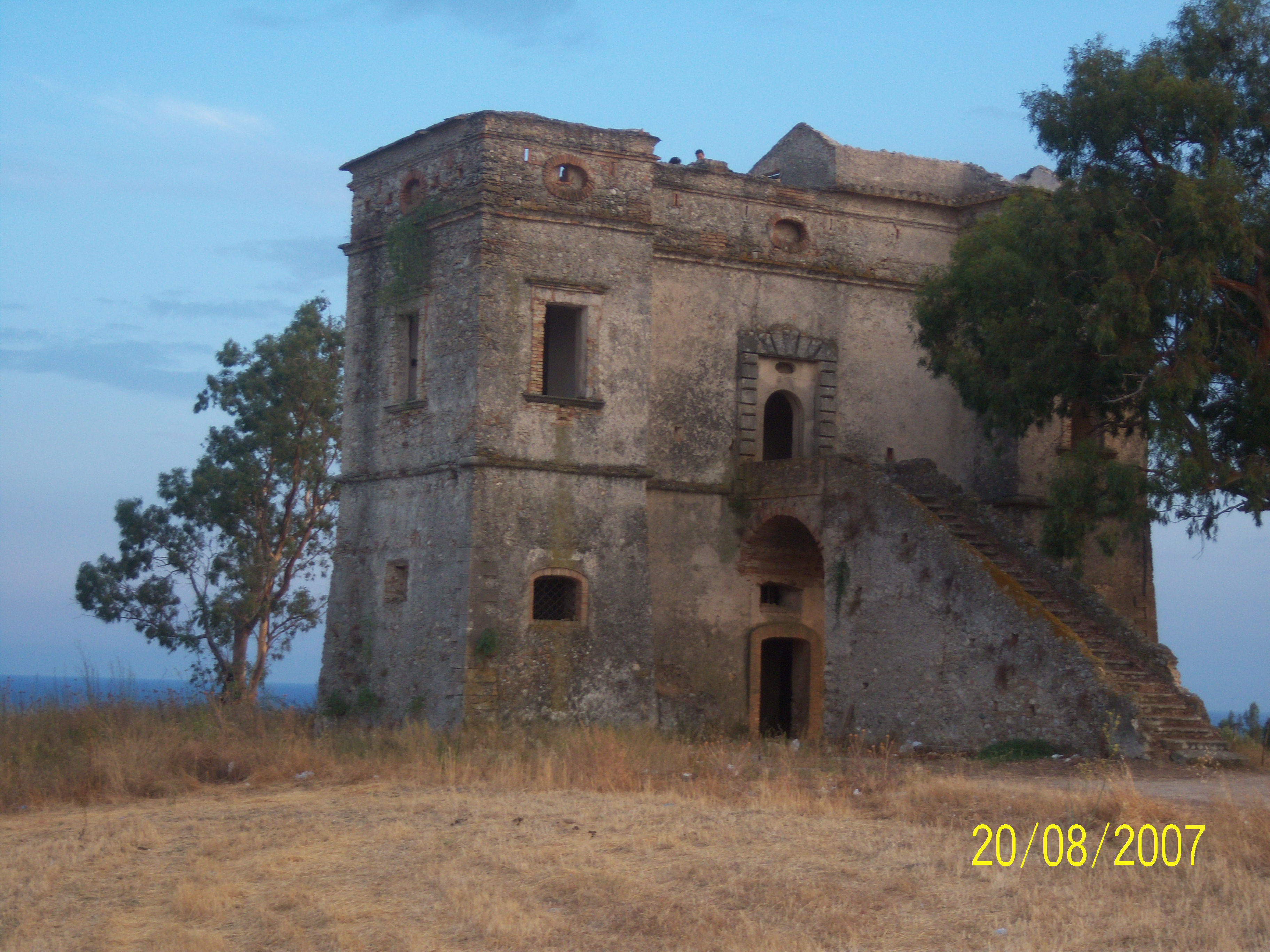
Castello San Fili.
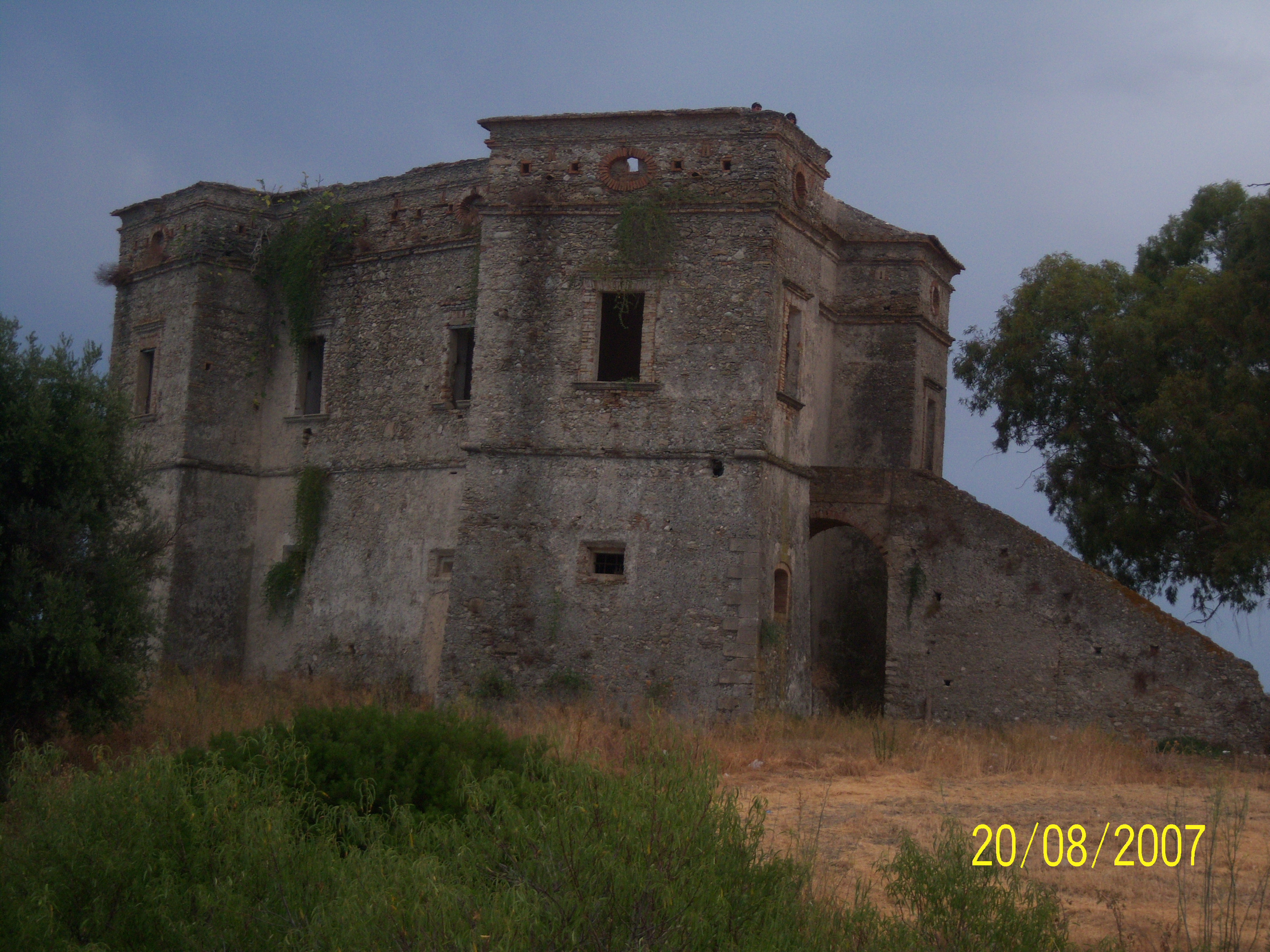
Castello San Fili.
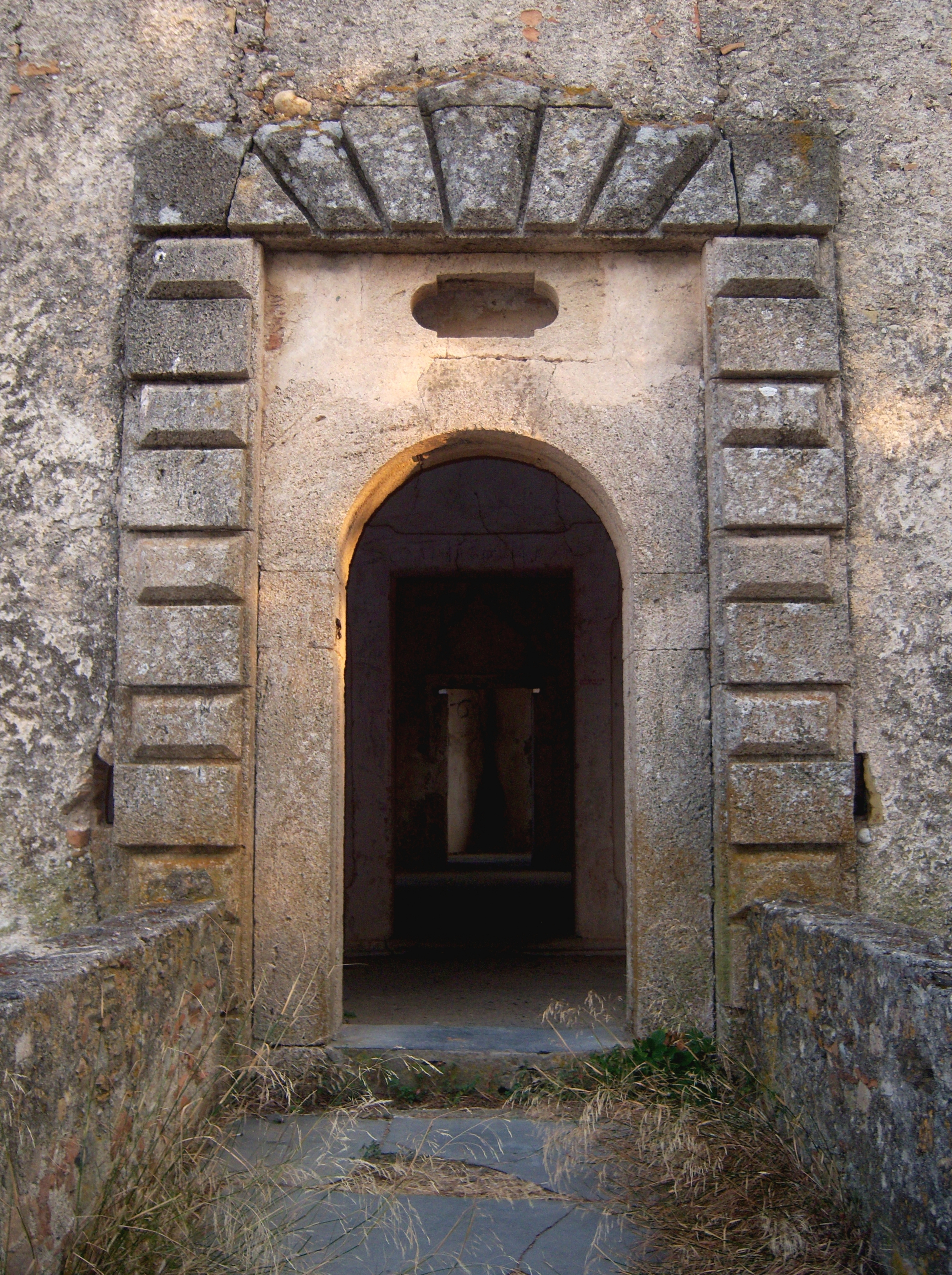
Portone del Castello San Fili.
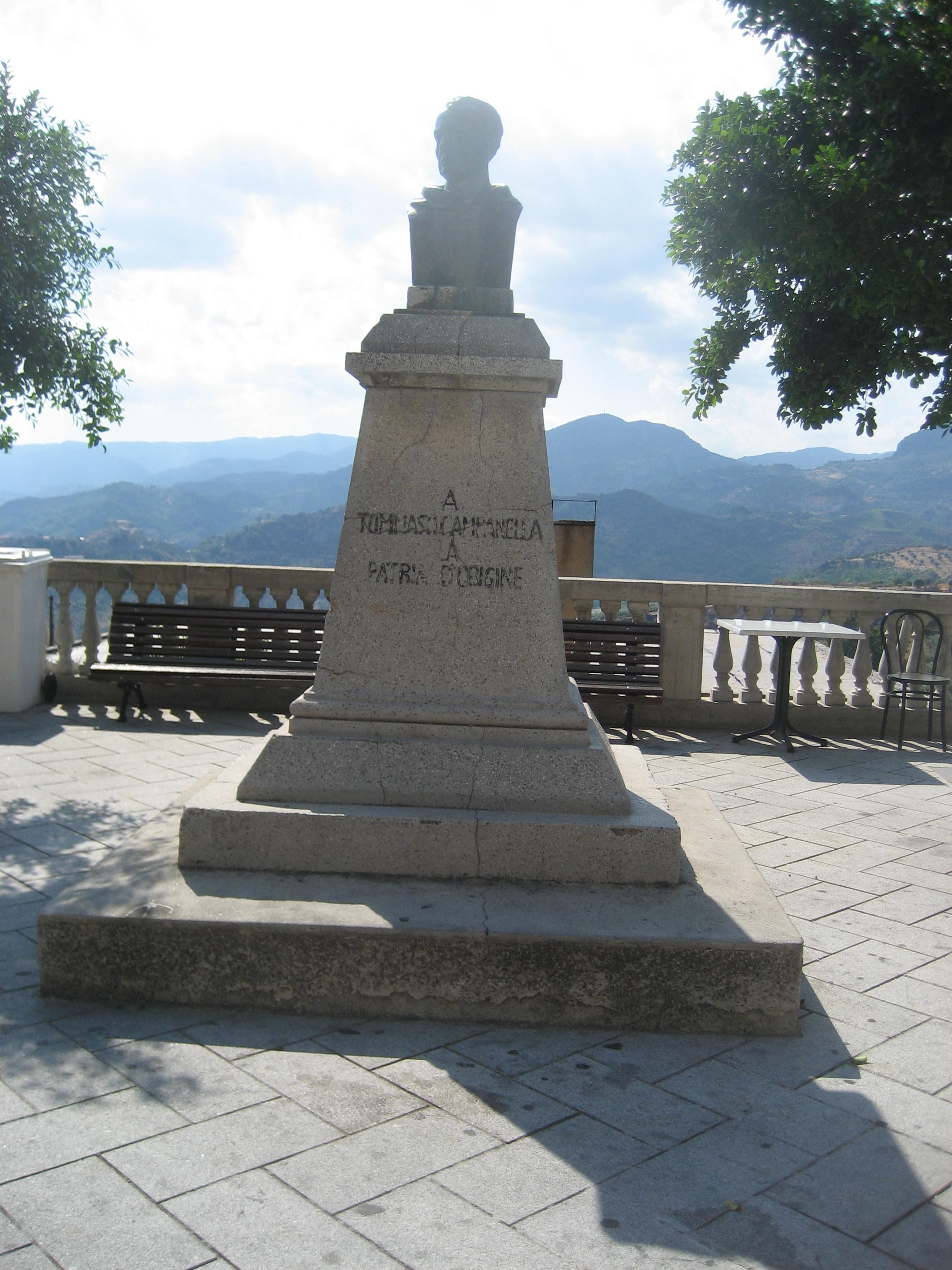
Busto dedicato a Tommaso Campanella.

### Hameaux
Stignano mare, Favaco, Sala, Colture, Scinà.

### Communes limitrophes
Camini, Caulonia, Pazzano, Placanica, Riace, Stilo.